# Marktbrunnen (Vellberg)

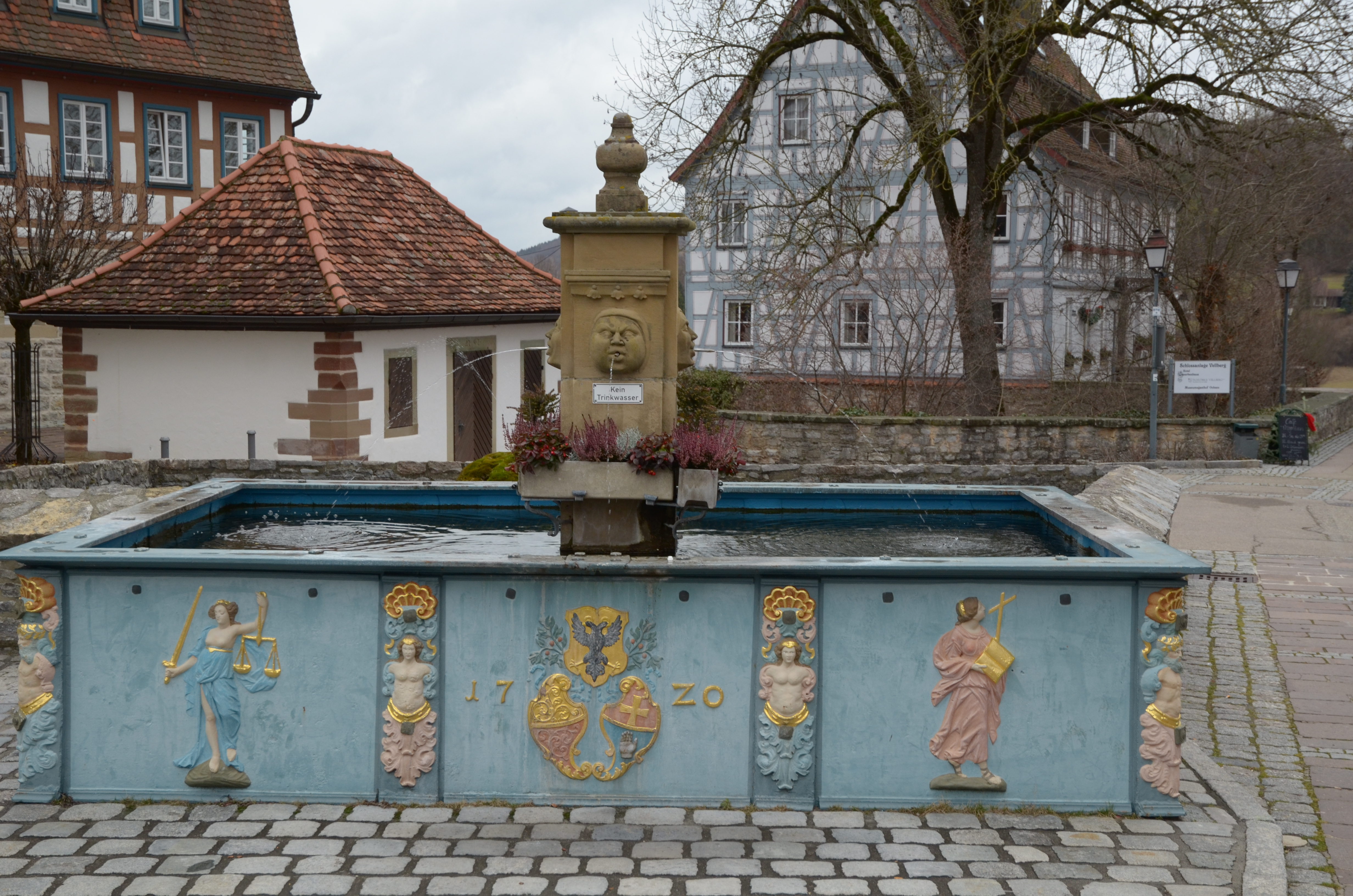
Marktbrunnen, Vellberg

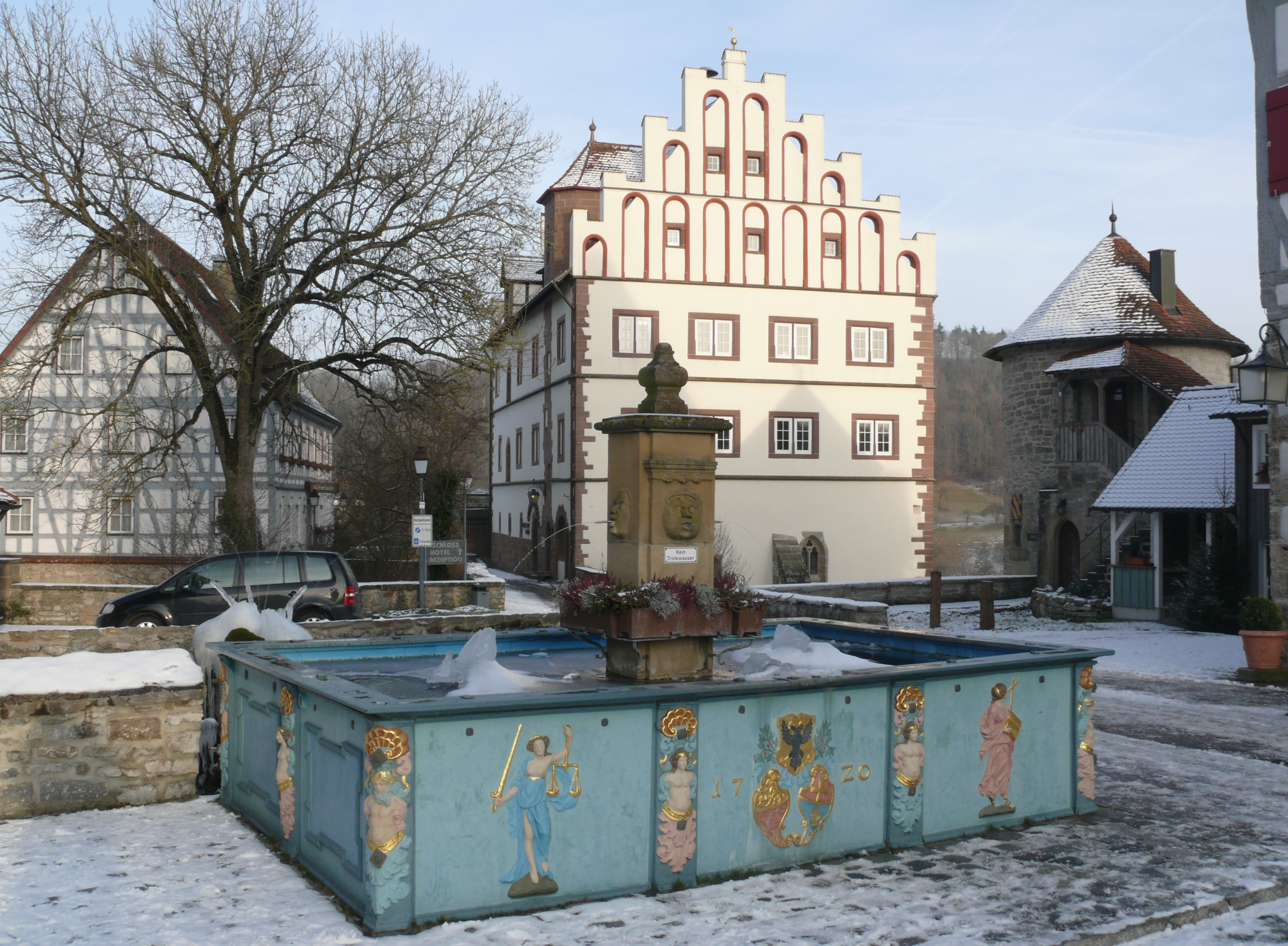
Westfassade des unteren Schlosses mit Zinnengiebel, Marktbrunnen und Kanzleiturm (rechts)

Der Marktbrunnen aus dem Jahr 1720 befindet sich auf dem Marktplatz in der Altstadt Vellbergs.

## Beschreibung
Der Trog des Marktbrunnens besteht aus Gusseisen und zeigt das Wappen der Reichsstadt Hall, zu der Vellberg von 1596 bis 1802 gehörte. Es wird von den Reliefdarstellungen der Gerechtigkeit und des Glaubens flankiert und vom Reichsadler gekrönt. 1966 erhielt der Marktbrunnen eine neue Brunnensäule aus Sandstein, die mit den Gesichtern des Schlemmers, des Prassers und des Geizhalses geschmückt ist. Zu ihrer Einweihung floss erstmals Wein aus dem Brunnen. Seit 1968 wird am ersten Juli-Wochenende in Vellberg das Weinbrunnenfest gefeiert, das sich mittlerweile zum größten Fest in Vellberg entwickelt hat.